# Mlamuli Msibi
Mlamuli Msibi (ur. 19 sierpnia 1997) – suazyjski piłkarz grający na pozycji obrońcy. Jest wychowankiem klubu Royal Leopards FC.

## Kariera klubowa
Msibi jest wychowankiem klubu Royal Leopards FC. W sezonie 2018/2019 zadebiutował w nim w pierwszej lidze suazyjskiej. Z nim wywalczył dwa mistrzostwa Eswatini w sezonach 2020/2021 i 2021/2022 oraz wicemistrzostwo w sezonie 2018/2019.

## Kariera reprezentacyjna
W reprezentacji Eswatini Msibi zadebiutował 13 listopada 2019 w przegranym 0:3 meczu kwalifikacji do Pucharu Narodów Afryki 2021 z Gwineą Bissau.